# Sören Mattsson
Sören Mattsson, född 1943, är en svensk professor emeritus i medicinsk strålningsfysik.
Mattsson disputerade 1972 på en avhandling om radionuklider i kedjan lavar, renar och människor. Han har arbetat med strålskyddsfrågor vid bland annat medicinsk strålbehandling samt kring anläggningar som kärnkraftverk och forskningsanläggningen ESS.
Mattsson har under många år varit ledamot i ICRP - International Commission on radiological protection.